# Foulden (Scottish Borders)
Foulden (altenglisch Fugoldenu, „Vogeltal“) ist eine Ortschaft im Südosten der schottischen Council Area Scottish Borders beziehungsweise in der traditionellen Grafschaft Berwickshire. Sie liegt je rund sieben Kilometer nordwestlich des englischen Berwick-upon-Tweed und südlich von Eyemouth nahe der schottisch-englischen Grenze. Wenige hundert Meter südlich verläuft das Whiteadder Water, das ein kurzes Stück flussabwärts in den Tweed mündet.

## Geschichte
Bereits im 13. Jahrhundert wurde ein Kirchengebäude am Standort erwähnt. 1587 trafen sich dort nach der Hinrichtung Maria Stuarts Unterhändler von Jakob VI. und dem Haus Stuart. Die heutige Foulden Parish Church stammt jedoch aus dem Jahre 1786.
Infolge der Lage im umkämpften schottisch-englischen Grenzgebiet, befand sich westlich von Foulden ein Bastle House. Der letzte Bewohner, George Ramsay, starb 1592. Von dem Gebäude sind heute keine Überreste mehr vorhanden. Eine Zeit lang war Foulden ein Burgh of Barony. Die historische Zehntscheune von Foulden liegt am Westrand der Ortschaft.
Im Jahre 1971 wurden in Foulden 106 Einwohner gezählt.

## Verkehr
Die A6105 verbindet Earlston mit Berwick-upon-Tweed. Sie bildet die Hauptverkehrsstraße von Foulden. Bei Berwick besteht Anschluss an die A1, die London mit Edinburgh verbindet.